# Schachtanlage Klettwitz

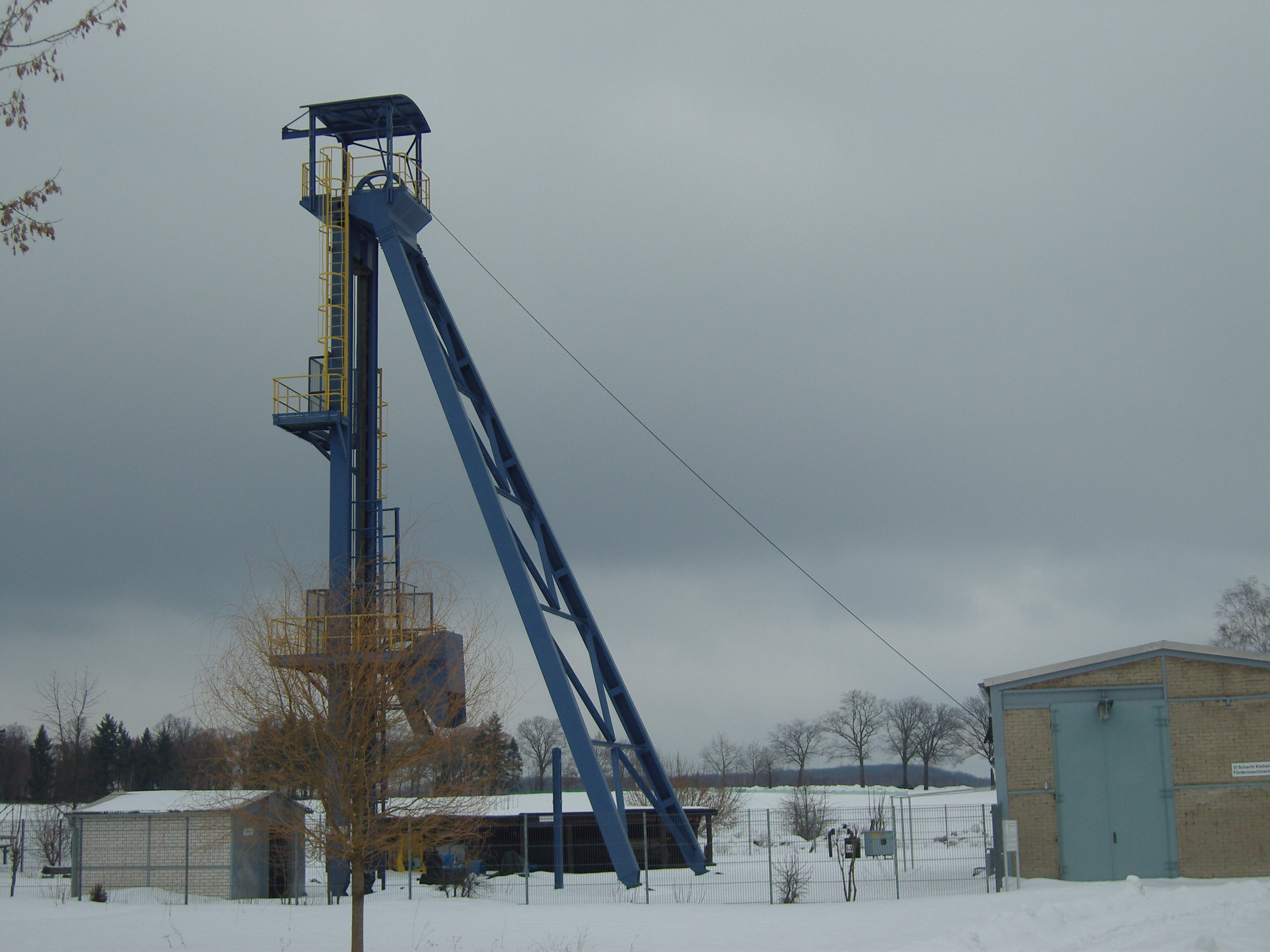
Schachtanlage

Der Schacht Klettwitz ist ein Bergbaudenkmal in der südbrandenburgischen Gemeinde Schipkau im Gemeindeteil Klettwitz im Landkreis Oberspreewald-Lausitz.

## Geschichte
Die Schachtanlage entstand von 1964 bis 1966. Sie war kein Bergwerk zum Abbau von Rohstoffen, sondern sollte das Deckgebirge im Vorfeld des Braunkohletagebaus Klettwitz entwässern. Im Jahr 1981 wurden die Arbeiten im Schacht eingestellt und dieser verfüllt. Seit der Sanierung im Jahr 2000 betreibt die Gemeinde Schipkau die Tagesanlagen der Schachtanlage als Bergbaudenkmal; neben dem Fördergerüst und dem Maschinenhaus ist ein Teil einer Entwässerungsstrecke zu besichtigen.

## Anlage und Funktionsweise
Innerhalb von zwei Monaten bohrten die Bergleute des VEB Schachtbau Welzow eine senkrechte Schachtröhre bis in das zweite Braunkohleflöz, das in einer Teufe von bis zu 63 Metern lag. Von dort aus trieb man mehrere Kilometer lange Fahr- und Sumpfstrecken in die Braunkohle. In den Fahrstrecken wurde mit Zügen Kohle und Abraum abgefördert. Das Grundwasser drainierte in die Sumpfstrecken, floss zum Schacht und sammelte sich an den tiefsten Punkten der Sumpfstrecken; von da wurde es an die Tagesoberfläche gepumpt. Dadurch wurde das Deckgebirge entwässert und konnte im Tagebau abgebaut werden. Die Strecken wurden später durch den Tagebau überbaggert.